# Rebel Extravaganza
Rebel Extravaganza es un álbum de estudio de la banda noruega de black metal, Satyricon publicado en 1999.

## Lista de canciones
1. "Tied in Bronze Chains" – 10:56
2. "Filthgrinder" – 6:39
3. "Rhapsody in Filth" – 1:38
4. "Havoc Vulture" – 6:45
5. "Prime Evil Renaissance" – 6:13
6. "Supersonic Journey" – 7:49
7. "End of Journey" – 2:18
8. "A Moment of Clarity" – 6:40
9. "Down South, Up North" – 1:13
10. "The Scorn Torrent" – 10:23
11. "I.N.R.I." [Deluxe Edition]
12. "Nemesis Divina (Clean Vision Mix)" (Deluxe Edition)
13. "Blessed From Below (Melancholy Oppression Longing)" (Deluxe Edition)

## Miembros
- Satyr - Guitarra, bajo, teclado, voz
- Frost - Batería
- Bjorn Boge - Bajo (en "The Scorn Torrent")
- Bratland - Sintetizador (en "Supersonic Journey")
- Lasse Hofreager - Hammond (en "Havoc Vulture")
- S. W. Krupp - Guitarra (en "A Moment of Clarity", "Filthgrinder", and "The Scorn Torrent")
- Anders Odden - Guitarra (en "Tied In Bronze Chains", "Prime Evil Renaissance" y "Supersonic Journey")
- Gylve Nagell (Fenriz de Darkthrone) - Percusión (en "Prime Evil Renaissance" y "Havoc Vulture")

## Posiciones en las listas
| Año  | Álbum              | Lista                                 | Posición |
| ---- | ------------------ | ------------------------------------- | -------- |
| 1999 | Rebel Extravaganza | Lista oficial de álbumes en Finlandia | N.º 27   |
| 1999 | Rebel Extravaganza | Lista oficial de álbumes en Noruega   | N.º 32   |